# Theaterachse
Die theaterachse ist eine österreichische freie Theatergruppe.

## Entstehung
Die theaterachse wurde 1994 von Markus Steinwender, Thomas Schächl, Mathias Schuh, Claudia Schächl gegründet. Anlass war die vorangegangene Produktion Herz & Leber, Hund & Schwein von Hansjörg Schneider (Regie: Doris Harder), in der die Gründungsmitglieder spielten.
Die theaterachse bearbeitet und spielt literarische Klassiker, die selten den Weg auf die Theaterbühne finden (Cyrano de Bergerac, 1996; Don Quijote, 1997; Der Glöckner von Notre-Dame, 1998; Die Nibelungen, 2000; Die Kameliendame, 2003;) und Theater-Klassiker in modernen Bearbeitungen mit Gesang (Der Sommernachtsraum; Romeo und Julia; Viel Lärm um nichts, 2005; Faust, 2007).
Als Gäste wirkten bei der theaterachse unter anderem Andreas Baumgartner, Wiebke Scheschonka und Christian Scharrer mit.
2007 inszenierte die theaterachse Faust – Der Tragödie erster Teil (2007) mit Melanie Kogler als Gretchen, Georg Reiter als Faust, Thomas Schächl als Mephisto und Christian Scharrer in allen übrigen Rollen.

### Kindertheater
Seit 2001 entwickelt und spielt die theaterachse Theater für Kinder und Jugendliche, meist in kleiner Besetzung (Hänsel und Gretel, 2001; Papa wohnt jetzt in der Heinrichstraße von Paul und Nele Maar, 2004; König Drosselbart; Kalif Storch, 2004; Schneewittchen, 2006; Tischlein deck dich, 2007; Aschenputtel, 2008). Hier trat man mit einigen Uraufführungen (Das lilabunte Zeitschwein; Mama gehts heute nicht so gut) an das Publikum.

### Eigenproduktionen
Seit 2003 erarbeiten sie mit zeitgenössischen Autoren eigene Stücke (h.c.artmannfasten, 2003; Wie der Wolf den Thomas Bernhard frisst nach Texten von Rudolf Habringer, 2004; Tränen der Heimat von Lutz Hübner, 2004; Waidmannsheil! von Susanne Hinkelbein, 2006; Palacinky von Brigitta Waschnig und Thomas Schächl, 2006).